# Alexino
Alexino ( /ælᵻkˈsaɪnəs/ ; en griego: Ἀλεξῖνος; c. 339
 – 265 a. C. ) de Elis, fue un filósofo de la Escuela megárica y discípulo de Eubulides. Por su naturaleza argumentativa, en broma se le llamó el luchador (en griego: Ἐλεγξῖνος), de Elis fue a Olimpia, con la esperanza de fundar una secta que se llamaría Olímpica, pero sus discípulos pronto se disgustaron por la insalubridad del lugar y sus escasos medios de subsistencia, y lo dejaron con un solo asistente.
Ninguna de sus doctrinas se ha conservado, pero por la breve mención que hizo de él Cicerón,  parece haber abordado acertijos lógicos. Ateneo  menciona un peán que escribió en honor de Crátero, el macedonio, y que fue cantado en Delfos al son de la lira. Alexino también escribió contra Zenón y contra el historiador Éforo. Diógenes Laercio ha conservado algunas líneas sobre su muerte, causada por haber sido atravesado con una caña mientras nadaba en el Alfeo.  
En 267-266, Alexino debatió cuestiones retóricas con Hermarco el Epicúreo.  Filodemo en su Sobre la retórica cita una refutación de Hermarco en la que cita a Alexino.  Alexino critica a los sofistas retóricos por perder el tiempo investigando temas inútiles, como la dicción, la memoria y la interpretación de pasajes oscuros de los poetas.

### Atribución
- Smith, W., ed. (1867). A Dictionary of Greek and Roman biography and mythology. Boston: Little, Brown & Co. OCLC 68763679.

- Datos: Q2617709